# Jan Tschichold
Jan Tschichold (2. dubna 1902 Lipsko, Německo – 11. srpna 1974, Locarno, Švýcarsko) byl typograf, knižní grafik, učitel a spisovatel.
Tschichold prohlašoval, že je jedním z nejdůležitějších typografů 20. století. Málokdo se jeho prohlášení pokusil popřít. Byl synem písmomalíře a učil se kaligrafii, s typografií začal pracovat ve velmi raném věku. Vyrostl v Německu, úzce spolupracoval s Paulem Rennerem (tvůrce písma Futura) a po vzestupu nacistické strany uprchl do Švýcarska. Jeho důraz na novou typografii a sans-serifová písma byl považován za hrozbu pro kulturní dědictví Německa, které tradičně používalo gotickou typografii. Nacisté se zmocnili většiny jeho práce, než se mu podařilo uprchnout ze země.
Jeho kniha Die Neue Typographie (Nová typografie, 1928) systematizovala principy modernistické tvorby počínajíc požadavkem nejpřímočařejší a nejjednodušší grafické komunikace a končíc definováním konkrétních výrazových prostředků, prosazoval pravidla pro standardizaci postupů týkajících se moderního typu použití. Podobnou "učebnicí" moderny v grafickém designu se ve Švýcarsku stala jeho další kniha Typographische Gestaltung (Typografický design), kterou vydal už ve Švýcarsku roku 1935. Zmínku si zaslouží skutečnost, že zanedlouho po jejím vydání revidoval Tschichold své ortodoxní stanovisko a ve jménu hlouběji chápané funkčnosti komunikace opustil formálně definované principy tvorby. Rehabilitoval například symetrickou kompozici i patková písma. Ve Švýcarsku měl již tehdy mnoho následovníků, kteří jeho názorový posun považovali za odsouzeníhodnou zradu.
Odsoudil všechny typy písma, s výjimkou sans-serifových typů, obhajoval standardizované formáty papíru a stanovil obecné zásady pro vytvoření typografické hierarchie při použití typu písma v designu. Zatímco má text dodnes stále mnoho relativních použití, vrátil se nakonec Tschichold ke klasicistní teorii, v níž byly centrální vzory a římské typy písma favorizovány před bloky kopií.
Část své kariéry strávil s Penguin Books a během této doby navrhl standardizovaný postup pro tvoření obálek všech knih vydaných nakladatelstvím Penguin. Osobně dohlížel na vývoj více než 500 knih v letech 1947–1949. Každé období jeho kariéry zanechalo trvalý dojem na to, jak budou designéři používat typografii a přemýšlet o ní, a budou je ovlivňovat i do budoucna.